# Samuel Kanyon Doe Sportcomplex
Het Samuel Kanyon Doe Sportcomplex (ook SKD Stadion genoemd) is een multifunctioneel stadion in Monrovia, de hoofdstad van Liberia. Het stadion wordt vooral gebruikt voor voetbalwedstrijden en atletiekwedstrijden. Maar ook zijn er in dit stadion politieke bijeenkomsten, concerten en tijdens de Ebola-uitbraak in 2014 werden er in dit stadion behandelingen gegeven. In het stadion kunnen 35.000 toeschouwers. Tijdensc de Tweede Liberiaanse Burgeroorlog werden er in dit stadion aan vluchtelingen onderdak geboden.
Het stadion werd vernoemd naar Samuel Doe, president van Liberia tussen 1980 en 1990.
In 2005 werd dit stadion met Chinees geld ($ 7,6 miljoen) gerenoveerd.